# Solariella cingulima
Solariella cingulima is een slakkensoort uit de familie van de Solariellidae. De wetenschappelijke naam van de soort is voor het eerst geldig gepubliceerd in 1898 door Locard.